# Robert Winnicki
Robert Artur Winnicki, né le 18 juillet 1985 à Zgorzelec, est un homme politique polonais d'extrême droite. Il a dirigé le Mouvement national de 2015 à 2023 et a siégé à la Diète de la république de Pologne de 2015 à 2023.

## Biographie
Robert Winnickia suivi ses études au sein du lycée Adam Mickiewicz à Lubań Śląski. Robert Winnicki a été journaliste. 
De 2009 à 2013 il préside la Jeunesse polonaise d'extrême droite. En 2012, il fonde le Mouvement national. En 2015, il est élu pour la première fois aux élections législatives polonaises  comme tête de liste de Kukiz'15 dans la Première circonscription de la Diète de Pologne. De 2015 à 2023, il dirige le parti politique Mouvement national. Il est réélu à la Diète polonaise en 2019, comme tête de liste sur la liste Confédération Liberté et Indépendance.
En 2023 Robert Winnicki quitte provisoirement la vie politique polonaise. Il ne se présente pas à la Diète sur les listes de la Confédération, officiellement pour mauvaise santé.